# Hecalapona lutea
Hecalapona lutea är en insektsart som beskrevs av Delong och Freytag 1975. Hecalapona lutea ingår i släktet Hecalapona och familjen dvärgstritar. Inga underarter finns listade i Catalogue of Life.